# Trono Villegas
El Col·lectiu de Teatre Necessari Trono Villegas, conegut popularment com a Trono Villegas, és un grup de teatre que es va fundar a Tarragona l'any 1988 amb la representació del tradicional Judici del Rei Carnestoltes, espectacle de carrer pirotècnic-musical, durant el Carnestoltes de 1989 a Tarragona.

## Obra teatral
Aquest grup ha creat 16 obres, que han estat representades per tota Catalunya (i algunes per Espanya). Les més importants són:
- 1989 La nit dels oracles. Jocs romans a l'Amfiteatre de Tarragona.
- 1990 In nomine dei. Obra sobre la inquisició catalana i espanyola al segle xv.
- 1992 Transsexualisme a Catalunya. Simulacre de conferència polèmica.
- 1993 Assemblea unitària de la ment serva. (La Padrina Consagrada). Comèdia sobre el món de les sectes religioses. Coproduïda per la Universitat Rovira i Virgili. Participació en la XIV Fira del Teatre de Tàrrega.
- 1994 El jardí de les mentides. Comèdia musical situada al segle xvii. Projecte teatral guanyador del premi "SEVERIANUS'94" convocat per l'Ajuntament de Tarragona.
- 1997 El sexe nostre de cada dia de Dario Fo, Franca Rame i Jacobo Fo. Conversa entre cinc amigues i un amic que ens expliquen els seus problemes sexuals i la seva manera de resoldre'ls.
- 1999 Sopa de ràdio. Quinze històries diferents, que passen en un lloc comú: un locutori radiofònic. Obra d'encàrrec per la celebració del 75è aniversari de ràdio Barcelona. Cadena Ser.
- 2002 La veu del món. Comèdia sobre una coral multireligiosa que canta per la pau a iniciativa de la UNESCO. Coproduïda amb la Universitat Rovira i Virgili.

Independentment Trono Villegas ha rebut treballs i accions d'encàrrec que arriben prop de les 300 actuacions teatrals.

## Col·laboracions a TV
El grup ha participat en els programes de televisió següents:
- Televisió Espanyola a Catalunya (TVE2): Teleuna. Recreacions històrico-còmiques de l'època romana.
- Televisió de Catalunya (TV3):
  - Sembla que tenim problemes
  - Sense Títol amb Andreu Buenafuente (1a, 2a i 3a edició)
  - Feliç 96. Especial Cap d'Any
  - Bonic Vespre
  - Matxembrat’96
  - Malalts de Tele (1a, 2a i 3a edició)
  - La Marató de TV3 (96-97-98)
  - Especial Cop d'any 1997
  - L'Enfo (...) 99. Especial Cap d'any
  - La cosa nostra
  - Plats Bruts
- Canal Plus Televisió:
  - Premios Ondas 1998
- Telecinco:
  - Moncloa ¿Dígame?
- Canal Reus TV:
  - Festa de Presentació. Inici Emissió

## Membres destacats
- Oriol Grau
- Agnès Busquets i Tarrasa[2]